# Proyecto Chinchillas
El proyecto Chinchillas es una explotación minera ubicada en el departamento Rinconada, en el norte de la provincia de Jujuy, en la puna argentina. Se trata de un yacimiento metalífero de minerales de plata, plomo y zinc ubicado a unos 4000 m s. n. m., a 5.4km de la localidad Santo Domingo y a unos 40 km de distancia de Mina Pirquitas.

Chinchillas se encuentra sobre la prolongación sur de la llamada faja estannífera boliviana (también conocida como Bolivian tin-silver belt), una gigantesca estructura geológica que dio lugar a las mundialmente famosas explotaciones de Huanuni, Potosí y San Cristóbal, en Bolivia y Pirquitas, en Argentina.
El marzo de 2016 se anunció la finalización de actividades de Mina Pirquitas, luego de 80 años de explotación. El cierre de Mina Pirquitas permite que el proyecto Chinchillas acelere la puesta en marcha de la etapa de producción efectiva, ya que el mineral extraído de Chinchillas, será procesado en la planta de elaboración de Pirquitas. 

Paralelamente, la puesta en marcha de Chinchillas puede atenuar el impacto social que produce el cierre de Pirquitas, —con la pérdida de 800 puestos de trabajo—, creando oportunidades laborales similares en la zona.

## Mineralización
Chinchillas forma parte de un grupo de formaciones de origen volcánico presentes en la puna jujeña, caracterizadas por la presencia de depósitos polimetálicos que incluyen minerales de metales preciosos. Un estudio publicado en el 2008 define:

La mineralización de Chinchillas se asocia a la brecha de explosión hidrotermal. La mena (Coira et al., 1993b; Coira y Brodtkorb, 1995) incluye precipitación de pirita, calcopirita, blenda (miel u oscura), oro, galena, pirargirita, proustita, freibergita, argentita, polibasita, jamesonita, antimonita y arsenopirita. Coira (1997) estimó 2.000.000 tn de reservas prospectivas, considerando el volumen conocido mineralizado de brecha de rumbo E-O (siguiendo la traza del río Cuevas), con leyes de 140 g/tn Ag, 0.95% Pb y 2.2% Zn. Las últimas reservas calculadas (Daroca, com. pers.) corresponden al año 1999, sugiriendo recursos potenciales (identificados + hipotéticos + especulativos) de 100-200 millones de toneladas, con leyes medias de 0.7% Pb–50 g/tn Ag y 1,90% Zn.

## Recursos y reservas
La empresa titular del yacimiento informó los recursos y reservas estimados a fines del 2016:
|                    | Tonelaje (millones de toneladas) | Plata (g/t) | Plomo (%) | Zinc (%) |
| ------------------ | -------------------------------- | ----------- | --------- | -------- |
| Recursos medidos   | 3.1                              | 128         | 0.60      | 0.41     |
| Recursos indicados | 26.2                             | 98          | 0.94      | 0.62     |
| Recursos inferidos | 20.9                             | 50          | 0.54      | 0.81     |
| Reservas probadas  | 1.6                              | 180         | 0.75      | 0.42     |
| Reservas probables | 10.1                             | 150         | 1.27      | 0.50     |

## Explotación
La mayor parte del recurso se encuentra alojado en un área relativamente pequeña de unos 2 km², en la cual la explotación se concentra en las zonas llamadas Silver Mantos y Socavón del Diablo. 
El yacimiento será explotado a cielo abierto (open pit) y se espera la obtención a breve plazo de resultados por la disponibilidad para utilización de la planta de procesamiento, instalaciones e infraestructura de la cercana Pirquitas, propiedad de Silver Standard, cuya actividad se dio por finalizada en los primeros meses de 2016.

### Actualidad y proyección
- En 2025, el gobierno de Jujuy aprobó una extensión de la vida útil del proyecto por 2,5 a 3 años más, evitando el cierre previsto y garantizando la continuidad de 350 a 400 empleos directos.
- La empresa operadora, SSR Mining, continúa explorando nuevas vetas en Chinchillas y Pirquitas para extender aún más la operación